# Свети Никанор (Костур)
Вижте пояснителната страница за други значения на Свети Никанор.
„Свети Никанор“ (на гръцки: Ιερός Ναός Αγίου Νικάνορος) е православна църква в град Костур (Кастория), Егейска Македония, Гърция, енорийска църква на Костурската епархия.
Църквата е построена в северозападното предградие Нов чифлик (Хлои). Изградена е в началото на XXI век и е осветена в 2012 година.
В архитектурно отношение църквата е величествена кръстокуполна базилика с купол и две кулообразни камбанарии на запад.